# Maria Rupp
Maria Rupp (* 9. Dezember 1891 in Ravensburg; † 6. Februar 1956 in Reutlingen) war eine deutsche Bildhauerin und Kunsthandwerkerin. Sie war die Schwester des Juristen und Verfassungsrichters Hans Georg Rupp und der Schriftstellerin Elisabeth Gerdts-Rupp. Sie war von 1929 bis 1939 mit dem theoretischen Physiker Cornelius Lanczos verheiratet.

## Leben und Werk
Maria Rupp studierte von 1912 bis 1914 an der Kunstgewerbeschule Berlin-Charlottenburg. Von 1916 bis 1918 studierte sie dann an der Kunstgewerbeschule München bei Joseph Wackerle. 1927 absolvierte sie einen Studienaufenthalt in Paris.

## Ausstellungsteilnahmen (Auszug)
- 1924: Stuttgarter Sezession (Dromedare, Holz).[1]
- 1927: Weihnachtsausstellung im Kunsthaus Schaller Stuttgart (handgeschnitzte Weihnachtsfiguren und Holzfiguren für Puppentheater)[1]